# مرگ در باران
مرگ در باران فیلمی به کارگردانی ساموئل خاچیکیان و نویسندگی امیر قویدل محصول سال ۱۳۵۳ است.

## داستان
بلاش (ایرج قادری) درصدد است از همدستانش که به او خیانت کرده‌اند، و از بهزاد، افسر پلیسی که باعث مرگ همسر آبستن او شده‌است، انتقام بگیرد…

## بازیگران
- ایرج قادری
- بهزاد جوانبخش
- آرام
- خشایار
- فریده بیات
- هوشنگ منصورخاکی